# Laghman
Laghman  of Laghmān (Pasjtoe : لغمان; Perzisch: لغمان )  is een van de 34 provincies van Afghanistan.

## Bestuurlijke indeling
De provincie Laghmān is onderverdeeld in 5 districten:
- Alingar
- Alishing
- Dawlat Shah
- Mihtarlam
- Qarghayi

Badakhshān · Bādghīs · Baghlān · Balkh · Bāmyān · Dāykundī · Farāh · Fāryāb · Ghaznī · Ghōr · Helmand · Herāt · Jowzjān · Kābul · Kandahār · Kāpīsā · Khōst · Kunar · Kunduz · Laghmān · Lōgar · Nangarhār · Nīmrōz · Nūristān · Paktiyā · Paktīkā · Panjshayr · Parwān · Samangān · Sar-e Pul · Takhār · Uruzgān · Wardak · Zābul